# Pinus durangensis
Pinus durangensis (сосна дурагоська) — вид роду сосна родини соснових.

## Опис
Це вічнозелене дерево, що досягає 25—40 м у висоту, зі стовбуром до 1 м в діаметрі і широкою округлою кроною. Кора товста, темно-сіро-коричнева, з лускатими тріщинами. Листя голчасті, темно-зелені, хвоїнки зібрані в пучку (в основному, шість, це велика кількість зібраної в пучку хвої унікальних для роду), 14—24 см завдовжки і 0,7—1,1 мм шириною, постійна оболонка пучка 1,5—3 см завдовжки. Шишки яйцеподібні, 5—9 см завдовжки, зелені, при дозріванні коричневі, відкриваються навесні, коли зрілі до 5—6 см шириною. Насіння крилаті, 5—6 мм завдовжки 1,5—2,5 см крила. Запилення в кінці весни, з шишками які опадають з терміном перебування 20—2 місяців.

## Поширення
Країни зростання: зростає тільки в Мексиці на помірних висотах в 1500—2800 метрів над рівнем моря.